# Мравница (Шибеник)
Мравница је насељено мјесто у Далмацији. Припада граду Шибенику, у Шибенско-книнској жупанији, Република Хрватска.

## Географија
Мравница се налази око 24 км југоисточно од Шибеника.

## Становништво
Према попису становништва из 2011. године, насеље Мравница је имало 70 становника.
| Демографија | Демографија | Демографија |
| Година      | Становника  | Становника  |
| ----------- | ----------- | ----------- |
| 1971.       | 166         |             |
| 1981.       | 149         |             |
| 1991.       | 121         |             |
| 2001.       | 62          |             |
| 2011.       |             | 70          |